# لاپان
لاپان (به فرانسوی: Lapan) یک کامین در فرانسه است که در Canton of Levet واقع شده‌است.

## خصوصیات
لاپان ۱۰٫۵ کیلومترمربع مساحت و ۱۵۲ نفر جمعیت دارد و ۱۶۰ متر بالاتر از سطح دریا واقع شده‌است.